# 应天门站
应天门站是洛阳轨道交通1号线的地铁车站，位于中华人民共和国河南省洛阳市西工区中州中路与定鼎路交叉口西侧，于2021年3月28日开通。

## 车站结构

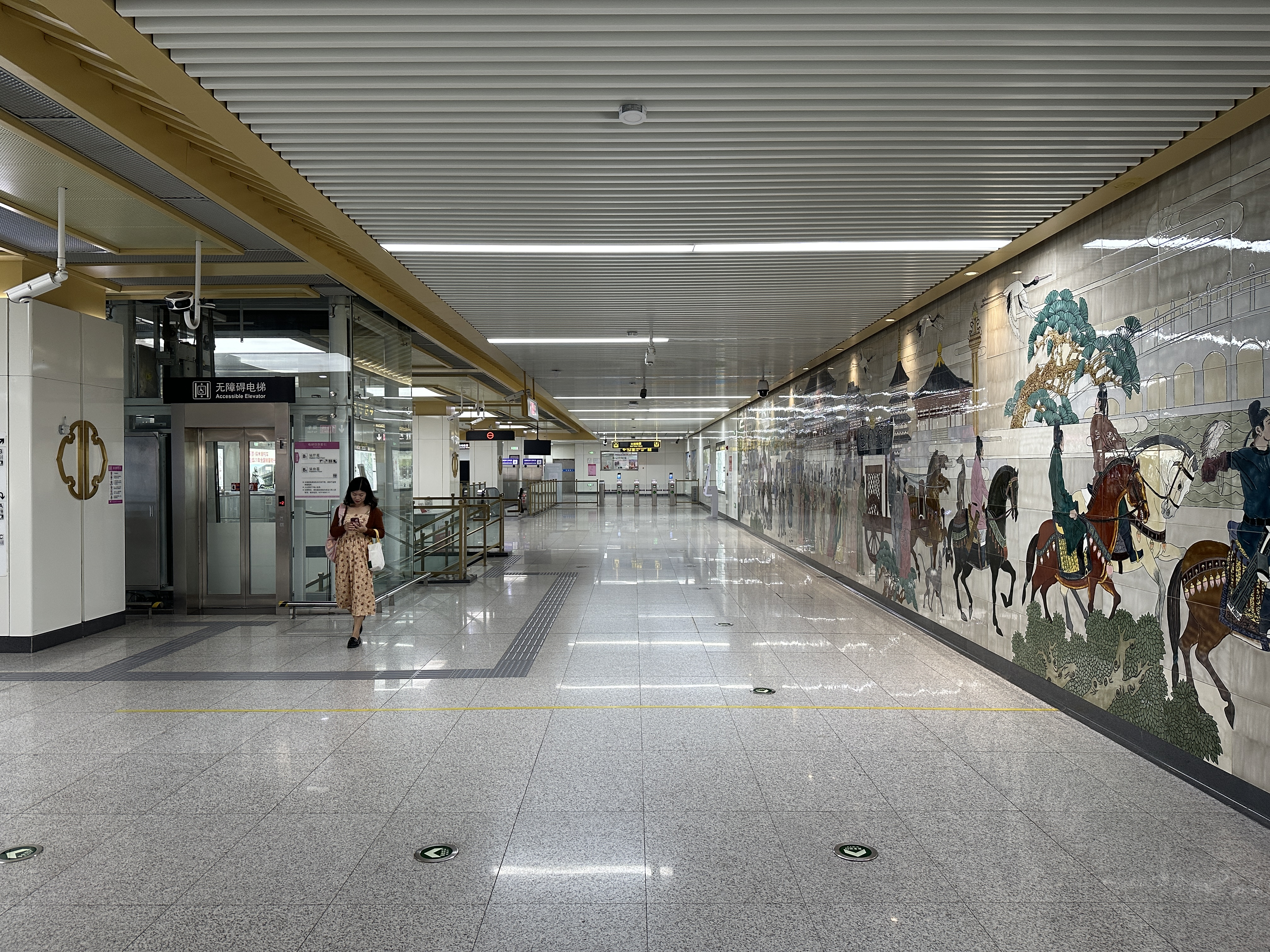
站厅

应天门站位于中州中路与定鼎路交叉口西侧，沿中州东路东西向布置，车站长208米，标准段宽19.7米，为地下二层岛式站台车站。车站地下一层为站厅层，地下二层为站台层，站台设置全高站台门。
| 地面              | 出入口 | A、B、C1、C2出入口                                                                                        |
| 地下一层          | 站厅   | 客服中心、自动售票机、验票机                                                                              |
| 地下二层          | 站台   | \| \| \| █ 1号线往红山（周王城广场） \| \| 島式 · 開左邊车门 \| \| \| \| \| \| █ 1号线往杨湾（丽景门） \| |
|                   |        | █ 1号线往红山（周王城广场）                                                                               |
| 島式 · 開左邊车门 |        | |
|                   |        | █ 1号线往杨湾（丽景门）                                                                                   |

## 出入口
本站共设4个出入口，各出口及周围设施如下所示：
| 出口编号                | 照片 | 地点                           | 可到达目的地                                       |
| ----------------------- | ---- | ------------------------------ | -------------------------------------------------- |
| A · 出口                |      | 中州中路（南），定鼎大道（西） | 应天门，应天门北广场，周公庙                       |
| B · 出口                |      | 中州中路（南），长乐街（东）   | 洛阳市实验中学（东校区），西工区实验小学，凯旋东路 |
| C · 1 · 出口            |      | 中州中路（北），定鼎大道（西） | 西工区第二实验小学                                 |
| C · 2 · 出口 · （设有） |      | 中州中路（北），定鼎大道（西） | 天堂明堂景区，隋唐洛阳城国家遗址公园，九洲池景区   |
| 图例： 设有             |      |                                |                                                    |

## 公共艺术

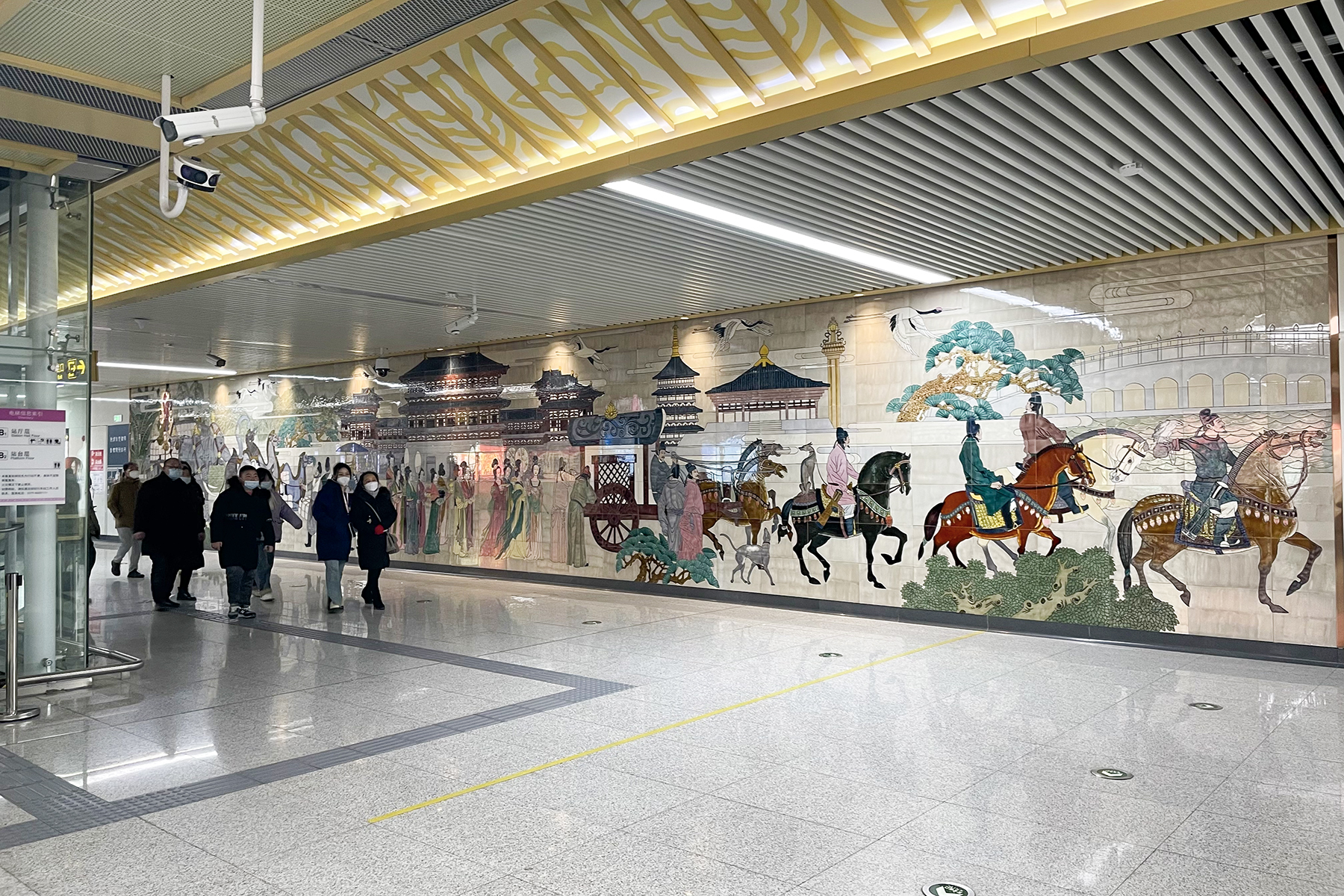
位于站厅的公共艺术墙

车站站厅公共艺术墙名为《盛世隋唐洛阳城》，主要创作者是河南开封科技传媒学院艺术学院的教师汪海和刘一丁，画面使用三彩工艺创作，由左到右共分为三大板块，左侧为西域各国客商进入洛阳，中段为宫廷侍女，右侧为贵族游猎归来。整幅作品的背景部分则还原了洛阳城中轴线上应天门、天堂、明堂、天津桥等重要建筑形象，重现洛阳城的热闹与繁华。

## 接驳交通

### 公交车
- 定鼎南路中州中路口：998路
- 中州中路定鼎大道口：4路、5路、8路、9路、18路、21路、26路、41路、48路、49路、56路、59路、101路、807路、V7路、V19路

## 历史
- 2018年7月28日，车站主体结构封顶[3]。
- 2021年3月28日，车站随1号线的开通而启用[1]。